# Stazione Rižskij
La stazione Rižskij (in russo Рижский?), è una delle 9 principali stazioni ferroviarie di Mosca. Fu costruita nel 1901.

## Storia
La stazione venne inaugurata nel 1901. Oltre a essere una stazione attiva, ospita anche il Museo ferroviario di Mosca.